# Spence-függvény
Matematikában, a Spence-függvény, vagy dilogaritmus, egy speciális függvény, mely a polilogaritmus egy speciális esete.
Jelölése: Li2(z).
A Lobacsevszkij-függvény, és a Clausen-függvény szorosan kapcsolódik a Spence-függvényhez. E két függvényt is, és magát a dilogaritmust is nevezik Spence-függvénynek:
{\displaystyle \operatorname {Li} _{2}(\pm z)=-\int _{0}^{z}{\ln |1\mp \zeta | \over \zeta }\,\mathrm {d} \zeta =\sum _{k=1}^{\infty }{(\pm z)^{k} \over k^{2}};}
A függvényt William Spence (1777 – 1815), skót matematikusról nevezték el.

## Kapcsolódó azonosságok
{\displaystyle \operatorname {Li} _{2}(-z)=-\operatorname {Li} _{2}\left({\frac {z}{1+z}}\right)-{\frac {\ln ^{2}(1+z)}{2}}}
{\displaystyle \operatorname {Li} _{2}({\rm {i}}z)={\frac {\operatorname {Li} _{2}(-z^{2})}{4}}+{\rm {i}}\operatorname {Li} _{2}(z)}
{\displaystyle \operatorname {Li} _{2}(z)+\operatorname {Li} _{2}(-z)={\frac {1}{2}}\operatorname {Li} _{2}(z^{2})}
{\displaystyle \operatorname {Li} _{2}(1-z)+\operatorname {Li} _{2}\left(1-{\frac {1}{z}}\right)=-{\frac {\ln ^{2}z}{2}}}
{\displaystyle \operatorname {Li} _{2}(z)+\operatorname {Li} _{2}(1-z)={\frac {{\pi }^{2}}{6}}-\ln z\cdot \ln(1-z)}
{\displaystyle \operatorname {Li} _{2}(-z)-\operatorname {Li} _{2}(1-z)+{\frac {1}{2}}\operatorname {Li} _{2}(1-z^{2})=-{\frac {{\pi }^{2}}{12}}-\ln z}
{\displaystyle \operatorname {Li} _{2}\left({\frac {1}{3}}\right)-{\frac {1}{6}}\operatorname {Li} _{2}\left({\frac {1}{9}}\right)={\frac {{\pi }^{2}}{18}}-\ln ^{2}3}
{\displaystyle \operatorname {Li} _{2}\left(-{\frac {1}{2}}\right)+{\frac {1}{6}}\operatorname {Li} _{2}\left({\frac {1}{9}}\right)=-{\frac {{\pi }^{2}}{18}}-\ln 2\cdot \ln 3-{\frac {\ln ^{2}2}{2}}-{\frac {\ln ^{2}3}{3}}}
{\displaystyle \operatorname {Li} _{2}\left({\frac {1}{4}}\right)+{\frac {1}{3}}\operatorname {Li} _{2}\left({\frac {1}{9}}\right)={\frac {{\pi }^{2}}{18}}+2\ln 2\ln 3-2\ln ^{2}2-{\frac {2}{3}}\ln ^{2}3}
{\displaystyle \operatorname {Li} _{2}\left(-{\frac {1}{3}}\right)-{\frac {1}{3}}\operatorname {Li} _{2}\left({\frac {1}{9}}\right)=-{\frac {{\pi }^{2}}{18}}+{\frac {1}{6}}\ln ^{2}3}
{\displaystyle \operatorname {Li} _{2}\left(-{\frac {1}{8}}\right)+\operatorname {Li} _{2}\left({\frac {1}{9}}\right)=-{\frac {1}{2}}\ln ^{2}{\frac {9}{8}}}
{\displaystyle 36\operatorname {Li} _{2}\left({\frac {1}{2}}\right)-36\operatorname {Li} _{2}\left({\frac {1}{4}}\right)-12\operatorname {Li} _{2}\left({\frac {1}{8}}\right)+6\operatorname {Li} _{2}\left({\frac {1}{64}}\right)={\pi }^{2}}

## Speciális értékek
{\displaystyle \operatorname {Li} _{2}(-1)=-{\frac {{\pi }^{2}}{12}}}
{\displaystyle \operatorname {Li} _{2}(0)=0}
{\displaystyle \operatorname {Li} _{2}\left({\frac {1}{2}}\right)={\frac {{\pi }^{2}}{12}}-{\frac {\ln ^{2}2}{2}}}
{\displaystyle \operatorname {Li} _{2}(1)={\frac {{\pi }^{2}}{6}}}
{\displaystyle \operatorname {Li} _{2}(2)={\frac {{\pi }^{2}}{4}}}
{\displaystyle \operatorname {Li} _{2}\left(-{\frac {{\sqrt {5}}-1}{2}}\right)=-{\frac {{\pi }^{2}}{10}}-\ln ^{2}{\frac {{\sqrt {5}}-1}{2}}}
{\displaystyle =-{\frac {{\pi }^{2}}{10}}-\operatorname {arcsch} ^{2}2}
{\displaystyle \operatorname {Li} _{2}\left(-{\frac {{\sqrt {5}}+1}{2}}\right)=-{\frac {{\pi }^{2}}{15}}+{\frac {1}{2}}\ln ^{2}{\frac {{\sqrt {5}}-1}{2}}}
{\displaystyle =-{\frac {{\pi }^{2}}{15}}+{\frac {1}{2}}\operatorname {arcsch} ^{2}2}
{\displaystyle \operatorname {Li} _{2}\left({\frac {3+{\sqrt {5}}}{2}}\right)={\frac {{\pi }^{2}}{15}}-{\frac {1}{2}}\ln ^{2}{\frac {{\sqrt {5}}-1}{2}}}
{\displaystyle ={\frac {{\pi }^{2}}{15}}-{\frac {1}{2}}\operatorname {arcsch} ^{2}2}
{\displaystyle \operatorname {Li} _{2}\left({\frac {{\sqrt {5}}+1}{2}}\right)={\frac {{\pi }^{2}}{10}}-\ln ^{2}{\frac {{\sqrt {5}}-1}{2}}}
{\displaystyle ={\frac {{\pi }^{2}}{10}}-\operatorname {arcsch} ^{2}2}